# マイルド
| ウィキペディアには「マイルド」という見出しの百科事典記事はありません（タイトルに「マイルド」を含むページの一覧/「マイルド」で始まるページの一覧）。 代わりにウィクショナリーのページ「mild」が役に立つかもしれません。 |